# Svjetsko prvenstvo u motociklizmu 2017. – Moto2
Svjetsko prvenstvo u motociklizmu u klasi Moto2 za 2017. godinu je osvojio talijanski vozač Franco Morbidelli na motociklu Kalex Moto2 te u momčadi EG 0,0 Marc VDS. 

## Raspored utrka i osvajači postolja
2017. godine je bilo na rasporedu 18 trkačih vikenda Svjetskog prvenstva, te su na svima vožene utrke u klasi Moto2.
| rb  | datum               | staza                                 | utrka                           | službeni naziv utrke                                                 | pole poz.         | motocikl | naj.krug          | motocikl | pobjednik         | motocikl | drugoplasirani    | motocikl | trećeplasirani    | motocikl | izvj.                              |
| --- | ------------------- | ------------------------------------- | ------------------------------- | -------------------------------------------------------------------- | ----------------- | -------- | ----------------- | -------- | ----------------- | -------- | ----------------- | -------- | ----------------- | -------- | ---------------------------------- |
| 1   | 26. ožujka 2017.    | Losail                                | VN Katara                       | Grand Prix of Qatar                                                  | Franco Morbidelli | Kalex    | Franco Morbidelli | Kalex    | Franco Morbidelli | Kalex    | Thomas Lüthi      | Kalex    | Takaaki Nakagami  | Kalex    | [ 1 ] [ 2 ] [ 3 ]                  |
| 2   | 9. travnja 2017.    | Termas de Río Hondo                   | VN Argentine                    | Gran Premio Motul de la República Argentina                          | Miguel Oliveira   | KTM      | Miguel Oliveira   | KTM      | Franco Morbidelli | Kalex    | Miguel Oliveira   | KTM      | Thomas Lüthi      | Kalex    | [ 4 ] [ 5 ] [ 6 ]                  |
| 3   | 23. travnja 2017.   | Circuit of the Americas               | VN Amerika                      | Red Bull Grand Prix of the Americas                                  | Franco Morbidelli | Kalex    | Franco Morbidelli | Kalex    | Franco Morbidelli | Kalex    | Thomas Lüthi      | Kalex    | Takaaki Nakagami  | Kalex    | [ 7 ] [ 8 ] [ 9 ]                  |
| 4   | 7. svibnja 2017.    | Jerez                                 | VN Španjolske                   | Gran Premio Red Bull de España                                       | Álex Márquez      | Kalex    | Franco Morbidelli | Kalex    | Álex Márquez      | Kalex    | Francesco Bagnaia | Kalex    | Miguel Oliveira   | KTM      | [ 10 ] [ 11 ] [ 12 ]               |
| 5   | 21. svibnja 2017.   | Le Mans - Bugatti                     | VN Francuske                    | HJC Helmets Grand Prix de France                                     | Thomas Lüthi      | Kalex    | Franco Morbidelli | Kalex    | Franco Morbidelli | Kalex    | Francesco Bagnaia | Kalex    | Thomas Lüthi      | Kalex    | [ 13 ] [ 14 ] [ 15 ]               |
| 6   | 4. lipnja 2017.     | Mugello                               | VN Italije                      | Gran Premio d'Italia Oakley                                          | Franco Morbidelli | Kalex    | Thomas Lüthi      | Kalex    | Mattia Pasini     | Kalex    | Thomas Lüthi      | Kalex    | Álex Márquez      | Kalex    | [ 16 ] [ 17 ] [ 18 ]               |
| 7   | 11. lipnja 2017.    | Catalunya (Barcelona)                 | VN Katalonije                   | Gran Premi Monster Energy de Catalunya                               | Álex Márquez      | Kalex    | Álex Márquez      | Kalex    | Álex Márquez      | Kalex    | Thomas Lüthi      | Kalex    | Miguel Oliveira   | KTM      | [ 19 ] [ 20 ] [ 21 ]               |
| 8   | 25. lipnja 2017.    | Assen                                 | VN Nizozemske                   | Motul TT Assen                                                       | Franco Morbidelli | Kalex    | Franco Morbidelli | Kalex    | Franco Morbidelli | Kalex    | Thomas Lüthi      | Kalex    | Takaaki Nakagami  | Kalex    | [ 22 ] [ 23 ] [ 24 ]               |
| 9.  | 2. srpnja 2017.     | Sachsenring                           | VN Njemačke                     | GoPro Motorrad Grand Prix Deutschland                                | Franco Morbidelli | Kalex    | Miguel Oliveira   | KTM      | Franco Morbidelli | Kalex    | Miguel Oliveira   | KTM      | Francesco Bagnaia | Kalex    | [ 25 ] [ 26 ] [ 27 ]               |
| 10. | 6. kolovoza 2017.   | Brno                                  | VN Češke Republike              | Monster Energy Grand Prix České republiky                            | Mattia Pasini     | Kalex    | Franco Morbidelli | Kalex    | Thomas Lüthi      | Kalex    | Álex Márquez      | Kalex    | Miguel Oliveira   | KTM      | [ 28 ] [ 29 ] [ 30 ] [ 31 ] [ 32 ] |
| 11. | 13. kolovoza 2017.  | Red Bull Ring                         | VN Austrije                     | NeroGiardini Motorrad Grand Prix von Österreich                      | Mattia Pasini     | Kalex    | Álex Márquez      | Kalex    | Franco Morbidelli | Kalex    | Álex Márquez      | Kalex    | Thomas Lüthi      | Kalex    | [ 33 ] [ 34 ] [ 35 ]               |
| 12. | 27. kolovoza 2017.  | Silverstone                           | VN Britanije                    | Octo British Grand Prix                                              | Mattia Pasini     | Kalex    | Franco Morbidelli | Kalex    | Takaaki Nakagami  | Kalex    | Mattia Pasini     | Kalex    | Franco Morbidelli | Kalex    | [ 36 ] [ 37 ] [ 38 ]               |
| 13. | 10. rujna 2017.     | Misano World Circuit Marco Simoncelli | VN San Marina i Rivijere Rimini | Gran Premio Tribul MasterCard di San Marino e della Riviera di Rimin | Mattia Pasini     | Kalex    | Brad Binder       | KTM      | Thomas Lüthi      | Kalex    | Hafizh Syahrin    | Kalex    | Francesco Bagnaia | Kalex    | [ 39 ] [ 40 ] [ 41 ]               |
| 14. | 24. rujna 2017.     | Motorland Aragón                      | VN Aragona                      | Gran Premio Movistar de Aragón                                       | Miguel Oliveira   | KTM      | Mattia Pasini     | Kalex    | Franco Morbidelli | Kalex    | Mattia Pasini     | Kalex    | Miguel Oliveira   | KTM      | [ 42 ] [ 43 ] [ 44 ]               |
| 15. | 15. listopada 2017. | Twin-Ring Motegi                      | VN Japana                       | Motul Grand Prix of Japan                                            | Takaaki Nakagami  | Kalex    | Álex Márquez      | Kalex    | Álex Márquez      | Kalex    | Xavi Vierge       | Tech 3   | Hafizh Syahrin    | Kalex    | [ 45 ] [ 46 ] [ 47 ]               |
| 16. | 22. listopada 2017. | Phillip Island                        | VN Australije                   | Michelin Australian Motorcycle Grand Prix                            | Mattia Pasini     | Kalex    | Brad Binder       | KTM      | Miguel Oliveira   | KTM      | Brad Binder       | KTM      | Franco Morbidelli | Kalex    | [ 48 ] [ 49 ] [ 50 ]               |
| 17. | 29. listopada 2017. | Sepang                                | VN Malezije                     | Shell Malaysia Motorcycle Grand Prix                                 | Franco Morbidelli | Kalex    | Miguel Oliveira   | KTM      | Miguel Oliveira   | KTM      | Brad Binder       | KTM      | Franco Morbidelli | Kalex    | [ 51 ] [ 52 ] [ 53 ]               |
| 18. | 12. studenog 2023.  | Valencia (Ricardo Tormo)              | VN Zajednice Valencia           | Gran Premio Motul de la Comunitat Valenciana                         | Álex Márquez      | Kalex    | Franco Morbidelli | Kalex    | Miguel Oliveira   | KTM      | Franco Morbidelli | Kalex    | Brad Binder       | KTM      | [ 54 ] [ 55 ] [ 56 ]               |

VN Nizozemske - također navedena kao Dutch TT, odnosno TT Assen 

VN Češke Republike - utrka prekinuta nakon 7. kruga radi kišnog nevremena, restartana kao nova utrka od 6 krugova 

VN Britanije - također navedena kao VN Velike Britanije 

VN San Marina i Rivijere Rimini - također navedena kao VN San Marina 

VN Zajednice Valencia - također navedena kao VN Valencije

## Poredak za vozače
Sustav bodovanja
Bodove osvaja prvih 15 vozača u utrci. 
| pozicija u utrci | 1. | 2. | 3. | 4. | 5. | 6. | 7. | 8. | 9. | 10. | 11. | 12. | 13. | 14. | 15. |
| bodovi           | 25 | 20 | 16 | 13 | 11 | 10 | 9  | 8  | 7  | 6   | 5   | 4   | 3   | 2   | 1   |

| mj. | vozač               | konstruktor        | bm | momčad (tim)                                             | motocikl                           | bodova |
| --- | ------------------- | ------------------ | -- | -------------------------------------------------------- | ---------------------------------- | ------ |
| 1.  | Franco Morbidelli   | Kalex              | 21 | EG 0,0 Marc VDS                                          | Kalex Moto2                        | 308    |
| 2.  | Thomas Lüthi        | Kalex              | 12 | Garage Plus Interwetten CarXpert Interwetten             | Kalex Moto2                        | 243    |
| 3.  | Miguel Oliveira     | KTM                | 44 | Red Bull KTM Ajo                                         | KTM Moto2                          | 241    |
| 4.  | Álex Márquez        | Kalex              | 73 | EG 0,0 Marc VDS                                          | Kalex Moto2                        | 201    |
| 5.  | Francesco Bagnaia   | Kalex              | 42 | SKY Racing Team VR46                                     | Kalex Moto2                        | 174    |
| 6.  | Mattia Pasini       | Kalex              | 54 | Italtrans Racing Team                                    | Kalex Moto2                        | 148    |
| 7.  | Takaaki Nakagami    | Kalex              | 30 | Idemitsu Honda Team Asia                                 | Kalex Moto2                        | 137    |
| 8.  | Brad Binder         | KTM                | 41 | Red Bull KTM Ajo                                         | KTM Moto2                          | 125    |
| 9.  | Simone Corsi        | Speed Up           | 24 | Speed Up Racing                                          | Speed Up SF7                       | 117    |
| 10. | Hafizh Syahrin      | Kalex              | 55 | Petronas Raceline Malaysia                               | Kalex Moto2                        | 106    |
| 11. | Xavi Vierge         | Tech 3             | 97 | Tech 3 Racing                                            | Tech 3 Mistral 610                 | 98     |
| 12. | Dominique Aegerter  | Suter              | 77 | Kiefer Racing                                            | Suter MMX2                         | 88     |
| 13. | Fabio Quartararo    | Kalex              | 40 | Pons HP40                                                | Kalex Moto2                        | 64     |
| 14. | Jorge Navarro       | Kalex              | 9  | Federal Oil Gresini Moto2                                | Kalex Moto2                        | 60     |
| 15. | Luca Marini         | Kalex              | 10 | Forward Racing Team Forward Junior Team                  | Kalex Moto2                        | 59     |
| 16. | Lorenzo Baldassarri | Kalex              | 7  | Forward Racing Team Forward Junior Team                  | Kalex Moto2                        | 51     |
| 17. | Marcel Schrötter    | Suter              | 23 | Dynavolt Intact GP                                       | Suter MMX2                         | 50     |
| 18. | Sandro Cortese      | Suter              | 11 | Dynavolt Intact GP                                       | Suter MMX2                         | 43     |
| 19. | Axel Pons           | Kalex              | 49 | RW Racing GP                                             | Kalex Moto2                        | 27     |
| 20. | Jesko Raffin        | Klex               | 2  | Garage Plus Interwetten                                  | Kalex Moto2                        | 26     |
| 21. | Remy Gardner        | Tech 3             | 87 | Tech 3 Racing                                            | Tech 3 Mistral 610                 | 23     |
| 22. | Isaac Viñales       | Kalex              | 32 | BE-A-VIP SAG Team                                        | Kalex Moto2                        | 18     |
| 23. | Xavier Siméon       | Kalex              | 19 | Tasca Racing Scuderia Moto2                              | Kalex Moto2                        | 16     |
| 24. | Yonny Hernández     | Kalex              | 68 | AGR Team                                                 | Kalex Moto2                        | 16     |
| 25. | Stefano Manzi       | Kalex              | 62 | SKY Racing Team VR46                                     | Kalex Moto2                        | 14     |
| 26. | Tetsuta Nagashima   | Kalex              | 45 | Teluru SAG Team Teluru MOTOBUM Racing Team               | Kalex Moto2                        | 14     |
| 27. | Khairul Idham Pawi  | Kalex              | 89 | Idemitsu Honda Team Asia                                 | Kalex Moto2                        | 10     |
| 28. | Andrea Locatelli    | Kalex              | 5  | Italtrans Racing Team                                    | Kalex Moto2                        | 8      |
| 29. | Ricard Cardús       | Speed Up KTM Kalex | 88 | Speed Up Racing Red Bull KTM Ajo CarXpert Interwetten    | Speed Up SF7 KTM Moto2 Kalex Moto2 | 7      |
| 30. | Joe Roberts         | Kalex              | 20 | AGR Team                                                 | Kalex Moto2                        | 6      |
| 31. | Augusto Fernández   | Speed Up           | 37 | Speed Up Racing                                          | Speed Up SF7                       | 6      |
| 32. | Alex de Angelis     | Kalex Suter        | 15 | Tasca Racing Scuderia Moto2 Dynavolt Intact GP           | Kalex Moto2 Suter MMX2             | 5      |
| 33. | Danny Kent          | Suter Kalex        | 52 | Kiefer Racing Dynavolt Intact GP Garage Plus Interwetten | Suter MMX2 Kalex Moto2             | 3      |
| 34. | Edgar Pons          | Kalex              | 57 | Pons HP40                                                | Kalex Moto2                        | 2      |
| 34. | Iker Lecuona        | Kalex              | 27 | Garage Plus Interwetten                                  | Kalex Moto2                        | 2      |
| 34. | Ikuhiro Enokido     | Kalex              | 33 | Teluru MOTOBUM Racing Team                               | Kalex Moto2                        | 2      |
| 37. | Tarran Mackenzie    | Suter              | 6  | Kiefer Racing                                            | Suter MMX2                         | 1      |
| 37. | Federico Fuligni    | Suter Kalex        | 22 | Kiefer Racing Forward Junior Team Forward Racing Team    | Suter MMX2 Kalex Moto2             | 1      |

 u ljestvici vozači koji su osvojili bodove u prvenstvu 
Poredak za najboljeg novog vozača (rookie)
| mj. | vozač              | konstruktor | bm | momčad (tim)              | motocikl     | bodova |
| --- | ------------------ | ----------- | -- | ------------------------- | ------------ | ------ |
| 1.  | Francesco Bagnaia  | Kalex       | 42 | SKY Racing Team VR46      | Kalex Moto2  | 174    |
| 2.  | Brad Binder        | KTM         | 41 | Red Bull KTM Ajo          | KTM Moto2    | 125    |
| 3.  | Fabio Quartararo   | Kalex       | 40 | Pons HP40                 | Kalex Moto2  | 64     |
| 4.  | Jorge Navarro      | Kalex       | 9  | Federal Oil Gresini Moto2 | Kalex Moto2  | 60     |
| 5.  | Stefano Manzi      | Kalex       | 62 | SKY Racing Team VR46      | Kalex Moto2  | 14     |
| 6.  | Khairul Idham Pawi | Kalex       | 89 | Idemitsu Honda Team Asia  | Kalex Moto2  | 10     |
| 7.  | Andrea Locatelli   | Kalex       | 5  | Italtrans Racing Team     | Kalex Moto2  | 8      |
| 8.  | Joe Roberts        | Kalex       | 20 | AGR Team                  | Kalex Moto2  | 6      |
| 9.  | Augusto Fernández  | Speed Up    | 37 | Speed Up Racing           | Speed Up SF7 | 6      |
| 10. | Iker Lecuona       | Kalex       | 27 | Garage Plus Interwetten   | Kalex Moto2  | 2      |
| 11. | Tarran Mackenzie   | Suter       | 6  | Kiefer Racing             | Suter MMX2   | 1      |

 u ljestvici vozači koji su osvojili bodove u poretku 

## Poredak za konstruktore
Sustav bodovanja
Bodove za proizvođača osvaja najbolje plasirani motocikl proizvođača među prvih 15 u utrci. 
| pozicija u utrci | 1. | 2. | 3. | 4. | 5. | 6. | 7. | 8. | 9. | 10. | 11. | 12. | 13. | 14. | 15. |
| bodovi           | 25 | 20 | 16 | 13 | 11 | 10 | 9  | 8  | 7  | 6   | 5   | 4   | 3   | 2   | 1   |

Kalex prvak u poretku konstruktora. 
| mj. | konstruktor | bod |
| --- | ----------- | --- |
| 1.  | Kalex       | 427 |
| 2.  | KTM         | 266 |
| 3.  | Suter       | 118 |
| 4.  | Speed Up    | 117 |
| 5.  | Tech 3      | 107 |

 u ljestvici konstruktori koji su osvojili bodove u prvenstvu 

## Vanjske poveznice
- (engl.) motogp.com
- (engl.) motorsportstats.com, Moto2
- (fr.) racingmemo.free.fr, LES CHAMPIONNATS DU MONDE DE VITESSE MOTO
- (fr.) pilotegpmoto.com
- (nizoz.) jumpingjack.nl, Alle Grand-Prix uitslagen en bijzonderheden, van 1973 (het jaar dat Jack begon met racen) tot heden.
- (engl.) the-sports.org, Moto - 250 cc (Moto2)- Prize list
- (engl.) motorsporttop20.com, Motorcycle Championships
- (engl.) progcovers.com, Motor Racing Programme Covers / FIM Grand Prix World Championship Programmes / 500cc Class / MotoGP
- (tal.) it.wikipedia.org, Risultati del motomondiale 2017